# Ga Bắc
Ga Bắc, hoặc bằng tiếng Pháp Gare du Nord (phát âm [ɡaʁ dy nɔːʁ]), chính thức là Paris-Nord, là một trong sáu ga cuối của mạng lưới tuyến chính tuyến SNCF cho Paris, Pháp. Nó phục vụ các dịch vụ xe lửa đến các khu vực phía bắc Paris, dọc theo tuyến đường sắt Paris–Lille. Gần Gare de l'Est ở quận 10, Ga của Bắc cung cấp các kết nối với một số tuyến giao thông đô thị, bao gồm Métro Paris, RER và xe buýt. Theo số lượng khách du lịch, khoảng 222 triệu mỗi năm, đây là ga đường sắt bận rộn nhất ở châu Âu tính theo tổng số lượng hành khách.